# تكلفة وأجرة الشحن

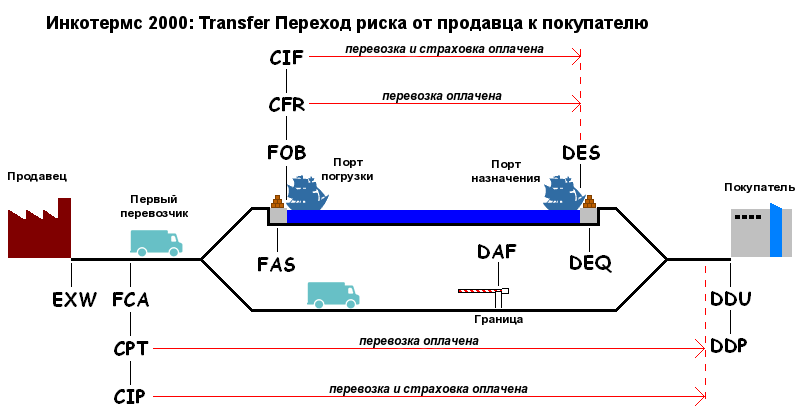

التكاليف وأجرة الشحن (بالإنجليزية: Cost and Freight : C.& F)‏ أو البيع مع الالتزام بنفقات البضاعة وأجرة النقل يقصد به هذا النوع من البيوع أن يلتزم البائع بدفع نفقات البضاعة وأجرة النقل التي تلزم لإحضار البضاعة إلي المشتري في ميناء الوصول المحدد في هذا البيع، على أن تنتهي مسئولية البائع عن مخاطر الهلاك والتلف وكذلك عن زيادة أية نفقات تتعلق بالبضاعة منذ أن تعبر البضاعة حاجز السفينة في ميناء الشحن ويتحمل المشتري هذه المخاطر والنفقات.أي يتفق هذا النوع مع البيع فوب “ F.O.B.” في انتهاء التزام البائع بالتسليم بعبور البضاعة المبيعة حاجز السفينة الناقلة، بينما يختلفان من حيث أن البيع فوب يتحدد فيه ميناء الشحن ويتعاقد المشتري على نقل البضاعة ويختار السفينة الناقلة، بينما في البيع “ C & F ” يدخل ضمن التزامات البائع ويراعي في تقدير ثمن البضاعة محل البيع، التعاقد على نقل هذه البضاعة وبالتالي اختيار السفينة الناقلة، لذلك يقال عادة، أن الدولة التي تريد تشجيع أسطولها التجاري عليها أن تشتري أي تستورد فوب وتبيع أي تصدر “ C & F ”.

## التزامات البائع
- يلتزم البائع بتوريد البضاعة مطابقة للعقد، مع تقديم ما يثبت هذه المطابقة متي تطلب عقد البيع ذلك.
- يلتزم البائع بأن يتعاقد على نفقته ووفقاً للشروط المعتادة على نقل البضاعة محل البيع إلي ميناء الوصول المتفق عليه وفقا للطريق المعتاد على سفينة تقوم بالملاحة الخارجية (وليست سفينة شراعية) وذلك من الطراز الذي يستخدم عادة في نقل بضاعة مماثلة للبضاعة المتفق عليها في العقد وأن يدفع أجرة النقل وأية نفقات أخري يقتضيها تفريغ البضاعة في ميناء التفريغ والتي تقوم بتحصيلها عادة الخطوط الملاحية المنتظمة وقت الشحن في ميناء الشحن.
- يقوم البائع تحت مسئوليته وعلى نفقته، بالحصول على ترخيص التصدير، أو أي إذن حكومي آخر لازم لتصدير البضاعة.
- يلتزم البائع بشحن البضاعة على نفقته على ظهر السفينة في ميناء الشحن وفي تاريخ أو خلال المهلة المحددة، فإذا لم يحدد تاريخ أو مهلة لذلك، يتم الشحن خلال المدة المعقولة، على أن يخطر المشتري بدون تأخير، بأن البضاعة تم شحنها على ظهر السفينة الناقلة.
- يلتزم البائع طبقا للبند (4) من التزامات المشتري، بتحمل جميع مخاطر البضاعة حتي لحظة تجاوزها فعلا لحاجز السفينة في ميناء الشحن.
- يقوم البائع على نفقته وبدون تأخير بتزويد المشتري بسند شحن نظيف (خال من التحفظات) وقابل للتداول وذلك لميناء الوصول المتفق عليه، كذلك فاتورة البضاعة المشحونة. ويجب أن يغطي سند الشحن البضاعة محل التعاقد وأن يؤرخ بتاريخ يدخل ضمن المدة المتفق على إجراء الشحن فيها، وأن يقدمه للمشتري بتظهيره إليه أو بأية وسيلة أخري لتسليم البضاعة بمقتضاه أو ليتسلمها ممثله المتفق عليه بين الطرفين. ويجب أن يكون سند الشحن المذكور مجموعة كاملة من سندات الشحن سواء كسند يذكر فيه أن البضاعة «على ظهر السفينة» أو أنها «مشحونة» أو أنها (سلمت) لأجل الشحن وفي هذه الحالة الأخيرة يجب على الشركة الناقلة أن تذكر على ظهر السند أن البضاعة وضعت على السفينة، ويتعين أن يكون هذا البيان مؤرخاً وأن يدخل هذا التاريخ ضمن المدة المحددة لشحن البضاعة، وإذا تضمن سند الشحن إحالة إلي مشارطة الإيجار المتعلقة بالسفينة، فعلى البائع أن يزود المشتري بنسخة من هذه المشارطة.

- يتحمل البائع على نفقته، النفقات المعتادة لحزم البضاعة أو تغليفها أو تعبئتها، ما لم يقض العرف التجاري بشحن البضاعة صبا.
- يتحمل البائع جميع نفقات عمليات معاينة البضاعة (كفحص نوع البضاعة أو قياسها أو وزنها أو عدها) والتي تكون لازمة لعملية شحن البضاعة.
- يتحمل البائع جميع الرسوم والضرائب المستحقة على البضاعة حتي تمام شحنها بما في ذلك أي ضرائب أو رسوم تحصل عليها بسبب التصدير وكذلك النفقات التي تتطلبها أية إجراءات يقتضيها تنفيذ التزام البائع بشحن البضاعة على ظهر السفينة الناقلة.
- يلتزم البائع بأن يزود المشتري بناء على طلب الأخير (البند (5) من التزامات المشتري) بشهادة المصدر، ويتحمل المشتري الرسوم القنصلية لذلك.
- يلتزم البائع بأن يقدم للمشتري بناء على طلب الأخير وتحت مسئوليته وعلى نفقته، كل مساعدة في الحصول على أية مستندات بخلاف ما ذكر في البند السابق، تحرر في دولة الشحن أو في دولة المصدر، والتي قد يتطلبها المشتري لاستيراد البضاعة في دولة الوصول (وكذلك إذا لزم الأمر لعبورها خلال دولة أخري).

### ملحوظة
سند الشحن النظيف هو السند الذي لا يتضمن أية شروط تحفظية بشأن الحالة المعيبة للبضاعة أو عيوب الحزم أو التغليف، أو التعبئة. ولا تؤدي التحفظات التالية إلي أن يصبح سند الشحن النظيف سند شحن غير نظيف:
- (أ) الشروط التي لا تقرر صراحة أن حزم البضاعة أو تغليفها في حالة غير مرضية، كأن يقال مثلا «صناديق أو براميل مستعملة».
- (ب) الشروط التي تقرر عدم مسئولية الناقل عن المخاطر التي تنجم عن طبيعة البضاعة أو طريقة حزمها أو تغليفها أو تعبئتها.
- (جـ) الشروط التي لا ترتب أي التزام على الناقل إزاء عدم علمه بمحتويات البضاعة أو وزنها أو قياسها أو نوعها أو مواصفاتها الفنية

## التزامات المشتري
1. يقبل المشتري المستندات التي يقدمها البائع إليه إذا كانت مطابقة لما تم الاتفاق عليه في عقد البيع، وعليه أن يدفع الثمن المتفق عليه في العقد.
2. يلتزم المشتري باستلام البضاعة في ميناء الوصول المتفق عليه وبأن يتحمل – مع استثناء أجرة النقل – جميع النفقات والأعباء المتعلقة بالبضاعة أثناء نقلها خلال الرحلة البحرية حتي وصولها إلي ميناء الوصول، وكذلك نفقات تفريغ البضاعة بما في ذلك مصاريف استعمال الصنادل ورسوم استعمال رصيف الرسو في ميناء الوصول (وتسمي في العمل رسوم التراكي) ما لم تكن هذه المصاريف والرسوم داخلة ضمن أجرة النقل أو حصلتها شركة الملاحة عند دفع أجرة النقل. (ملحوظة: إذا كان البيع على أساس “ C & F Landed ” فإن البائع يلتزم بمصاريف الصنادل ورسوم التراكي.)
3. يتحمل المشتري جميع مخاطر البضاعة منذ وقت عبورها فعلا لحاجز السفينة الناقلة في ميناء الشحن.
4. في الحالة التي يحتفظ المشتري فيها بحقه في تحديد مهلة يتم خلالها شحن البضاعة أو بحقه في اختيار ميناء الوصول، وأخفق المشتري في إصدار تعلى ماته في هذا الشأن إلي البائع في الوقت المناسب، فإن المشتري يتحمل جميع النفقات الإضافية التي تترتب على البضاعة وكذلك يتحمل المخاطر المتعلقة بالبضاعة منذf وقت انتهاء المهلة المحددة، بشرط أن تكون البضاعة دائما مطابقة للعقد وتم تجنيبها باعتبارها البضاعة محل التعاقد.
5. يلتزم المشتري بدفع جميع نفقات وتكاليف الحصول على شهادة المصدر والوثائق القنصلية.
6. يلتزم المشتري بجميع نفقات الحصول على المستندات المشار إليها في البند (11) من التزامات البائع.
7. يلتزم المشتري بتحمل جميع الرسوم الجمركية وأية رسوم أو ضرائب أخري تدفع في وقت أو بسبب عملية استيراد البضاعة.
8. يلتزم المشتري بأن يقوم على نفقته وتحت مسئوليته بالحصول على إذن استيراد البضاعة أو ما يشابهه والذي قد يكون مطلوباً لاستيراد البضاعة في دولة الوصول.